# Leif Gunnerhell
Leif Klas Gunnar Gunnerhell, född den 8 mars 1942 i Sankt Matteus församling i Stockholm, är en svensk militär.
Gunnerhell blev officer vid Roslagens luftvärnsregemente 1965 samt befordrades till kapten 1972 och major 1976. Han var detaljchef vid Luftvärnsinspektionen på Arméstaben 1978–1981 och chef för Försöksavdelningen vid Luftvärnsskjutskolan 1981–1984, befordrad till överstelöjtnant 1982. Han var avdelningschef vid Arméstaben 1984–1986 och bataljonschef vid Roslagens luftvärnsregemente 1986–1988. År 1988 befordrades han till överste och var chef för Luftvärnsskjutskolan 1988–1992 samt chef för Göta luftvärnsregemente 1992–1993. Han befordrades 1993 till överste av första graden och var luftvärnsinspektör och chef för Arméns luftvärnscentrum 1993–1995. Han var chef för Ledarskapsinstitutionen vid Försvarshögskolan 1995–1997 och arméns chefsutvecklare i Högkvarteret 1997–1998.
Leif Gunnerhell invaldes 1988 som ledamot av Kungliga Krigsvetenskapsakademien.